# Driepoot (personage)
Driepoot is een hoofdpersonage uit de stripreeks Roodbaard van Jean-Michel Charlier en Victor Hubinon. 
Driepoot wordt zo genoemd omdat hij een houten been heeft en daarom een stok nodig heeft om te lopen. De intelligente en sluwe Driepoot is een voormalig scheepschirurgijn die op Tortuga door Roodbaard in dienst werd genomen tijdens de zoektocht naar het gezonken Spaanse zilverschip San Cristóbal, in de tijd dat Roodbaard nog geen piraat was. Hij is een van de weinige vrienden die het volledige vertrouwen van de kaperkapitein geniet, naast Baba en Roodbaards aangenomen zoon Erik.
Hij heeft verschillende geprepareerde houten benen en stokken, waarin gereedschappen, medicijnen of wapens verborgen zitten, en zelfs een houten been dat in feite een vuurwapen is. Driepoot houdt ervan om op passende momenten een gevatte Latijnse uitdrukking uit te spreken.